# Ольгин, Моисей Иосиф
Михаил Ольгин (псевдоним, также Иосеф Нейман; настоящее имя и фамилия — Мойше Иосеф Новомисский; 24 марта 1878, Буки, Уманский уезд, Киевской губернии Российской империи — 22 ноября 1939, Нью-Йорк США) — американско-еврейский писатель, редактор, драматург и переводчик, политик, общественный деятель еврейского рабочего движения России и коммунистического движения США.

## Биография
В детстве изучал Библию и Талмуд; много читал. В 15 лет, уйдя из дому, зарабатывал на жизнь уроками; сдав экзамен на аттестат зрелости экстерном, в 1900 г. поступил на юридический факультет университета Святого Владимира в Киеве. Будучи студентом стал активистом революционного движения, вступил в группу «Фрайхайт» (Свобода) (впоследствии — ядро киевского отделения Бунда).
В январе 1901 года за участие в студенческих беспорядках был сдан в солдаты (в августе того же года — амнистирован). С 1903 состоял в Бунде. В 1903 году был арестован за попытку создать отряд еврейской самообороны.
В 1904 г., бросив учёбу, переехал в Вильну, затем в Двинск. С 1904 сотрудничал в нелегальных органах Бунда, где помещал публицистические статьи и рассказы из жизни еврейских рабочих.
С 1905 года писал прокламации для ЦК Бунда, участвовал в издании нелегальной газеты «Арбетер-штиме».
В 1906 г. стал сотрудником, а вскоре — литературным редактором легальной виленской газеты Бунда «Векер» (она же — «Фолксцайтунг»), где публиковал статьи на литературные темы, а также рассказы.
В конце 1906 г. покинул Российскую империю, с 1907 г. обучался в университете Гейдельберге, где изучал философию и общественные науки, активно участвовал в деятельности заграничного отдела Бунда.
В 1909 г. вернулся в Россию, выступал с лекциями в рабочих организациях Вильно, в вечерней школе, составил первую литературную хрестоматию на идиш «Дос идиш ворт» (опубликована в 1912 г.).
Сборник его рассказов о социальном расслоении и политической борьбе в еврейской среде «Вен дос лебн руфт» («Когда жизнь зовет», 1912) был конфискован властями (переиздана в 1918 г. под названием «Вен кейтн клинген» — «Когда звенят кандалы»).
С 1913 г. жил в Вене, участвовал там в редактировании петербургского бундовского еженедельника «Ди цайт», работал над диссертацией «Начало марксизма в России».
В 1914 г. после начала Первой мировой войны уехал в Америку. С 1918 г. — доктор философии Колумбийского университета, с 1919 г. преподавал русскую историю в Новой школе социальных исследований.
В 1920 г. в качестве корреспондента газеты «Forwerts» посетил РСФСР, о которой писал затем сочувственные статьи в еврейской и английской прессе.
С сентября 1921 г. — член Рабочей партии (коммунистической) Америки (англ. Workers Party of America), постоянный сотрудник американской коммунистической прессы, редактор коммунистического ежемесячника «Der hamer» (с 1926).
С 1922 г. вместе с Ш. Эпштейном (1868—1945) редактировал еврейскую коммунистическую газету «Freiheit» («Фрайхайт») — орган еврейского отделения партии, был корреспондентом «Правды» (с 1932).
В 1917 опубликовал на английском языке книгу «The Soul of the Russian Revolution» («Душа русской революции»), в 1920 — «Очерк истории русской литературы». В 1919 издал сборник критических статей о еврейской литератуpe «In der welt fun gesangen» («B мире песни»).
Между 1920 и 1931 опубликовал большое количество рассказов и очерков о СССР и роман «Гаврила и Ноэль».
Его беллетристические произведения и очерки, несмотря на их революционную устремленность, содержат черты сентиментального психологизма. В критических статьях автор боролся за создание в Америке пролетарской литературы на еврейском языке.
Знаток языка идиш и еврейской культуры, стал одним из организаторов Идишер култур-фарбанд и редактором журнала «Идише култур».
М. Ольгин писал пьесы (его «Ин фарбрехн» — «Преступно» — была поставлена в 1927 г. в нью-йоркском Художественном театре Мориса Шварца), переводил с русского и немецкого на английский, с английского, русского и польского на идиш (в том числе произведения С. Юшкевича, Л. Андреева, Элизы Ожешко, Дж. Рида, Дж. Лондона); был популярным оратором, участником литературных и научных диспутов, преподавал идиш и литературу на идиш на рабочих курсах и учительских семинарах. Среди его многочисленных книг обзор поэзии «Ин дер велт фун гезанген» («В мире песни», Н.-Й., 1919), «Фун майн тог-бух» («Из моего дневника», там же, 1926) и многие другие.